# Cryptoprymna pulla
Cryptoprymna pulla är en stekelart som beskrevs av Huang 1991. Cryptoprymna pulla ingår i släktet Cryptoprymna och familjen puppglanssteklar. Inga underarter finns listade i Catalogue of Life.